# Пилосос

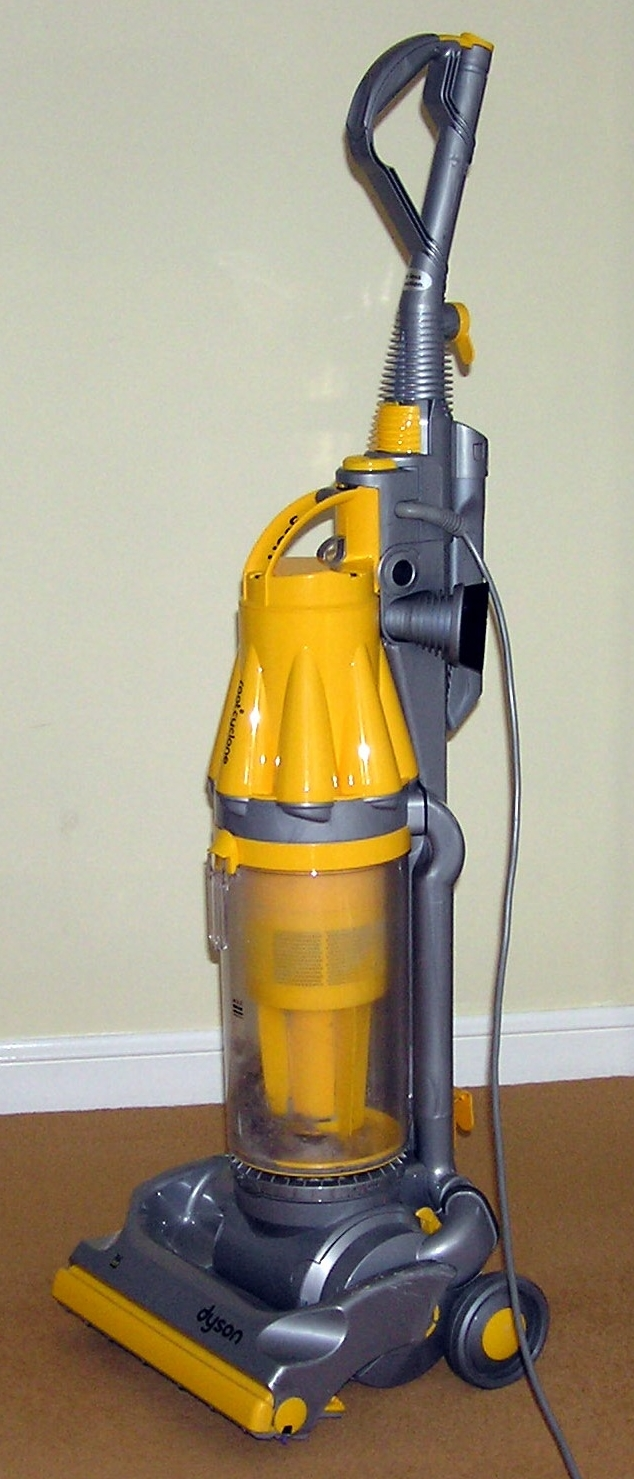
Пилосос «Dyson» з системою очищення «мультициклон»

Пилосо́с, пилосмо́к, порохотя́г, пилотя́г, пиловсмоктувач — пристрій, який створює розрідження повітря за допомогою повітряного компресора, що дозволяє йому всмоктувати пил і бруд; пил збирається фільтрувальною системою всередині пилососа. Пилосос зазвичай використовується для очищення підлог та килимових покриттів.
Перші пилососи були виготовлені в США у 1869 році. На початку XXI століття з'явився принципово новий клас пилососів  — роботи-пилососи, що виконують прибирання без втручання людини, такі як «Roomba», «Robomaxx», «Trilobite» тощо. У 1868 році Айвз Макгаффні (Ives W. McGaffney) з Чикаго винайшов пилосос «Вірлвінд» (Whirlwind). У верхній частині пилососа розташовувалася ручка, поєднана ремінною передачею з вентилятором.

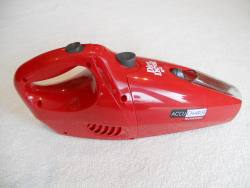
Акумуляторний пилосос «Dirt Devil».

Основними вузлами сучасного пилососа є електродвигун, вентилятор і очисник повітря, вмонтовані в корпус. Комплектуються гофрованим шлангом з різними насадками. Сучасні фільтри здатні видаляти не лише бруд, але й дрібнодисперсні алергени.
Пилососи бувають підлогові, ручні, ранцеві, автомобільні, пилососи-щітки та інші. Найпоширеніші підлогові пилососи. За способом утилізації пилу пилососи діляться на моделі з мішком (пилозбірник), з контейнером («циклон») і моделі з водяним фільтром. Пилососи розповсюджені в майстернях, зокрема деревообробних. У промислових цілях пристрої використовуються в комплексі з циклоном для попереднього збору пилу і тирси. У результаті циклон великої ємності відокремлює основний об'єм забруднювачів, а пилосос доочищує повітря в тому числі за допомогою HEPA фільтрів. Перший пилосос із циклонною системою був виготовлений і запатентований американською компанією «Dirt Devil» у 1955 році.
Основні характеристики пилососа — це потужність всмоктування (зазвичай вважається достатньою величина в 300 Вт) і споживана потужність.